# Tittybangbang
Tittybangbang est une série télévisée anglaise en 21 épisodes de 30 minutes créée par Bob Mortimer et Jill Parker, diffusée du 10 janvier 2006 au 26 décembre 2007 sur BBC Three.

## Synopsis
Elle rassemble des sketches récurrents dans lesquelles Lucy Montgomery et Debbie Chazen interprètent des personnages loufoques ou absurdes.

## Distribution
- Lucy Montgomery (en)
- Debbie Chazen (en)